# Verbandsgemeinde Jockgrim
Die Verbandsgemeinde Jockgrim ist eine Gebietskörperschaft im Landkreis Germersheim in Rheinland-Pfalz. Der Verbandsgemeinde gehören vier Ortsgemeinden an, der Verwaltungssitz ist in Jockgrim. Die Verbandsgemeinde entstand bei der Verwaltungsreform im Jahre 1972 und liegt in der Südpfalz.

## Verbandsangehörige Gemeinden
| Ortsgemeinde              | Fläche (km²) | Einwohner |
| ------------------------- | ------------ | --------- |
| Hatzenbühl                | 7,76         | 2.947     |
| Jockgrim                  | 12,61        | 7.597     |
| Neupotz                   | 7,78         | 1.882     |
| Rheinzabern               | 12,76        | 5.086     |
| Verbandsgemeinde Jockgrim | 40,92        | 17.512    |

(Einwohner am 31. Dezember 2023)

## Bevölkerungsentwicklung
Die Entwicklung der Einwohnerzahl bezogen auf das Gebiet der heutigen Verbandsgemeinde Jockgrim; die Werte von 1871 bis 1987 beruhen auf Volkszählungen:
| Jahr | Einwohner |
| 1815 | 4.852     |
| 1835 | 5.450     |
| 1871 | 5.377     |
| 1905 | 6.104     |
| 1939 | 7.776     |
| 1950 | 8.238     |

| Jahr | Einwohner |
| 1961 | 9.327     |
| 1970 | 11.499    |
| 1987 | 13.411    |
| 1997 | 15.388    |
| 2005 | 16.249    |
| 2023 | 17.512    |

## Politik

### Verbandsgemeinderat
Der Verbandsgemeinderat Jockgrim besteht aus 32 ehrenamtlichen Ratsmitgliedern, die bei der Kommunalwahl am 9. Juni 2024 in einer personalisierten Verhältniswahl gewählt wurden, und dem hauptamtlichen Bürgermeister als Vorsitzendem.
Die Sitzverteilung im Verbandsgemeinderat:
| Wahl | SPD | CDU | GRÜNE | AfD | FDP | FWG | BfJ | Gesamt   |
| ---- | --- | --- | ----- | --- | --- | --- | --- | -------- |
| 2024 | 4   | 11  | 4     | 6   | 2   | 5   | –   | 32 Sitze |
| 2019 | 6   | 12  | 5     | –   | 3   | 6   | –   | 32 Sitze |
| 2014 | 7   | 14  | 3     | –   | 2   | 4   | 2   | 32 Sitze |
| 2009 | 8   | 13  | 3     | –   | 2   | 3   | 3   | 32 Sitze |
| 2004 | 7   | 15  | 3     | –   | 2   | 3   | 2   | 32 Sitze |

- FWG = Freie Wählergruppe der Verbandsgemeinde Jockgrim e. V.
- BfJ = Bürger für Jockgrim e. V.

### Bürgermeister
- 1972–1991: Richard Werling
- 1992–2001: Siegfried Schloß (CDU)
- 2002–2017: Uwe Schwind (SPD)
- seit 2018: Karl Dieter Wünstel (CDU)[5]

### Wappen
Die Wappenbeschreibung lautet: „In von Silber und Rot geviertem Schildbord geviert mit gesenktem Schildhaupt, oben rechts in Blau eine A-förmige silberne Pflugscheibe, oben links in Gold ein gleichseitiges, oben an der Spitze mit einem Kreuz besetztes schwarzes Dreieck, durch das sich eine rote Schnur in Windungen schlingt, unten rechts in Silber über einem liegenden grünen Tabakblatt ein schwarzer Hirtenstab und eine schwarze Schäferschippe, schräggekreuzt, unten links in Blau über einem silbernen Fisch eine silberne Glocke.“
Das Wappen wurde 1984 von der Bezirksregierung Neustadt genehmigt und zeigt die Hauptelemente der Wappen der vier Ortsgemeinden.